# Polistes japonicus
Espèce
Polistes japonicus est une guêpe eusociale retrouvée au Japon. Elle a été décrite pour la première fois par Henri Louis Frédéric de Saussure en 1858. Elle s'apparente à Polistes formosanus.
L'espèce vit en petites colonies comprenant quelques ouvriers et une reine,.
Les nids de Polistes japonicus sont parfois utilisés par la médecine traditionnelle en Corée, en Chine et au Japon.

## Taxonomie et phylogénétique
Polistes japonicus est un membre des Polistini au sein des Polistinae. Dans le sous-genre, elle se rapproche de P. snelleni (en),.